# Winiarnia Philippich we Wrocławiu
Winiarnia Philippich (j.niem. Philippi Weinhaus) – kamienica przy ul. Wita Stwosza 16 we Wrocławiu, od początku XIX wieku siedziba winiarni, a od 1864 znana jako Winiarnia Philippich. 

## Historia kamienicy i architektura

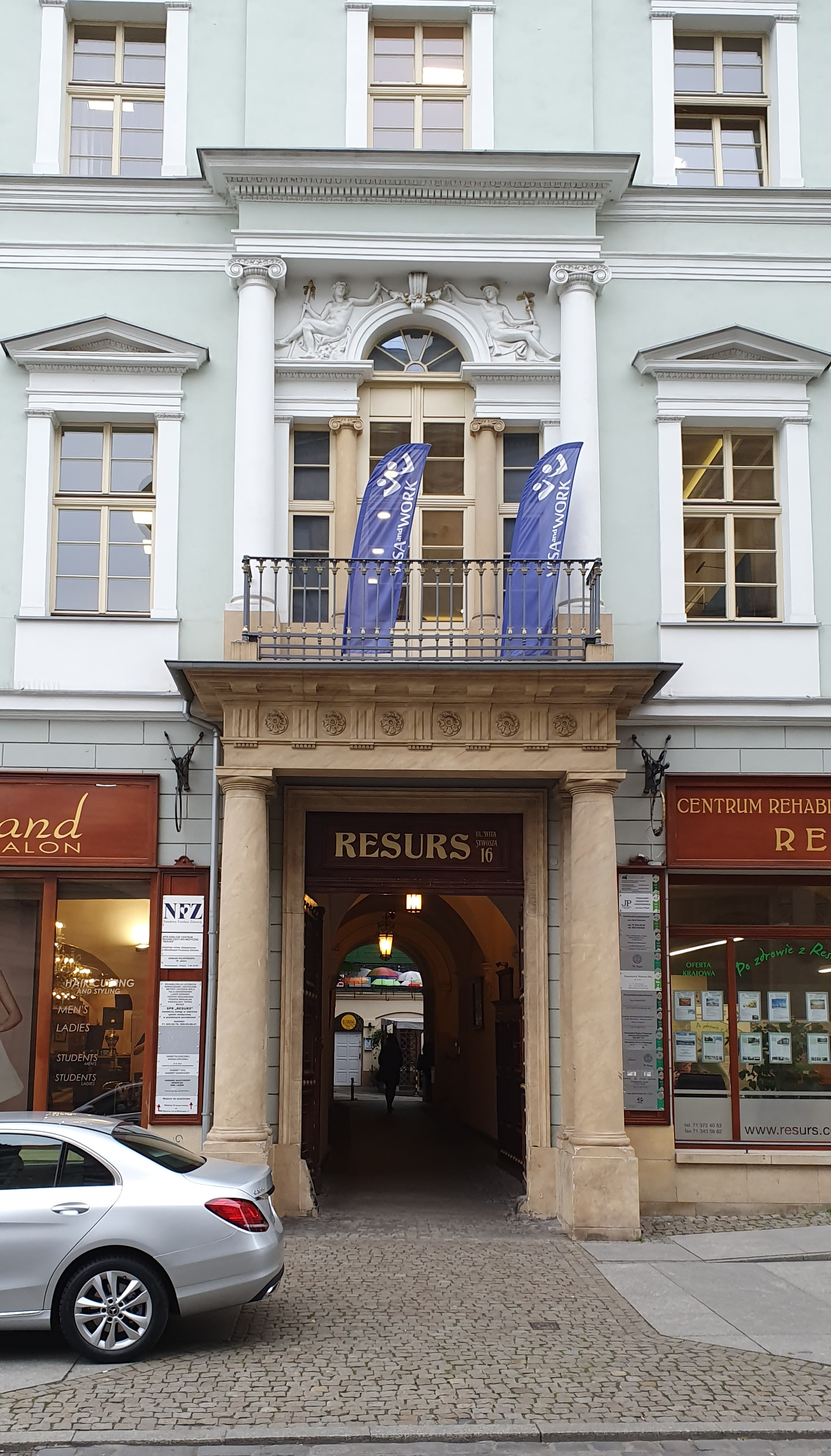
Portal główny

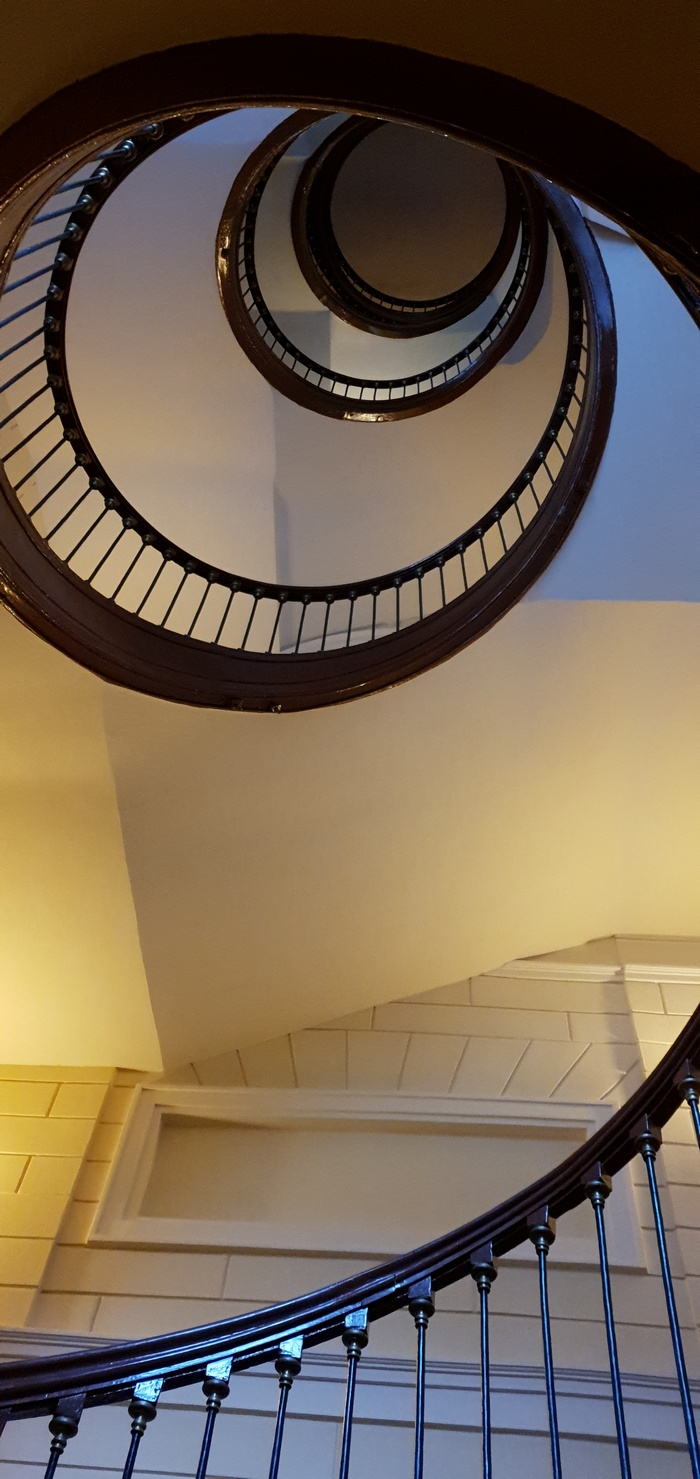
Klatka schodowa

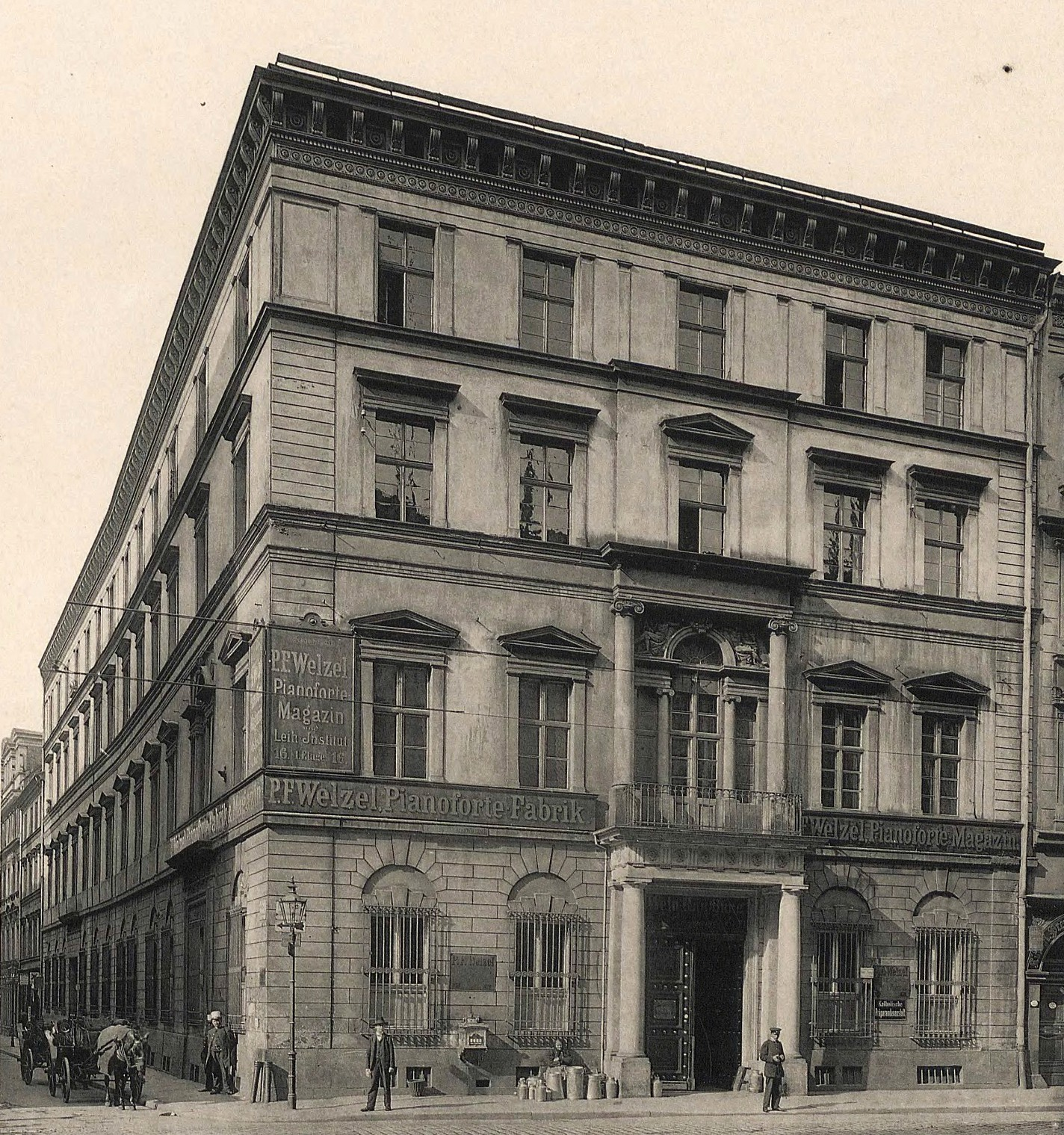
Winiarnia Philippich przed 1904 rokiem

Kamienica rodowodem sięga okresu późnego średniowiecza. Wzniesiona w stylu gotycko-renesansowym, została zmodernizowana w latach 1802-1804 lub w 1810 roku według projektu Carla Langhansa. Zleceniodawcą prac był ówczesny właściciel posesji, kupiec i handlarz win F. W. Friesner. Trójskrzydłowy budynek pierwotnie posiadał trzy kondygnacje i pięcioosiową fasadę od strony ul. Wita Stwosza oraz trzynastoosiową od strony ulicy Biskupiej 11. Jej parter był boniowany, a cztery okna ujmowały boniowane arkady. W osi środkowej znajdował się dorycki, dwukolumnowy portyk na którym umieszczony został balkon. Wyjście na balkon miało formę serliany ujętej jońskim portykiem i ozdobione zostało postaciami Bachusa i Hermesa, nawiązującymi do profesji właściciela kamienicy. W 1856 roku, po pożarze, została nadbudowana czwarta kondygnacja zakończona wysuniętym gzymsem ozdobionym modylionami i płaskim dachem. W fasadzie wschodniej umieszczony został drugi skromniejszy dwukondygnacyjny portal, pod koniec XIX już zamurowany.    
Portyk prowadzi do sieni pokrytej renesansowym sklepieniem krzyżowym na gurtach, ozdobionym w 1810 roku egiptyzującymi wspornikami i antykizującymi maskami. Z sieni przechodzi się do oddzielonej kolumnadą spiralnej klatki schodowej zbudowanej na rzucie kwadratu i nawiązującej do francuskiego klasycyzmu rewolucyjnego a jego czterobiegowe schody o wytwornym profilowaniu zostały rozplanowane wokół kolistej duszy. Balustrada została wykonana z cienkich metalowych kolumienek. Ściany wokół schodów są boniowane, a w nich znajdują się półkoliste nisze, prostokątne płycizny oraz termalne okno od strony dziedzińca. Modernizacja w 1810 roku objęła również i wnętrza budynku; przebudowano wówczas Piano nobile, tworząc reprezentacyjny salon. 
Sień przechodnia prowadziła na dziedziniec. Tylna elewacja budynku na poziomie parteru została ozdobiona w arkady w formie serliany ujmujące zejście do piwnicy, a po oby stronach umieszczono dwa sfinksy. Stronę wschodnią, rozbudowaną o oficyny w drugiej połowie XIX wieku, od strony dziedzińca zabudowano krytymi drewnianymi gankami. W 1904 roku w elewację wschodnia wmurowano manierystyczny portal pochodzący z rozbiórki kamienicy przy Rynku 12 należącej do rodziny Philippich. W tym samym okresie dokonano zmian w elewacji frontowej: dotychczasowe wąskie okna na parterze zostały zamienione na duże okna witrynowe z osobnymi wejściami do sklepów.

## Właściciele i najemcy
W 1864 roku, w kamienicy otworzył swoją winiarnię, pochodzący z Hesji, Georg Phillipi. Pierwotnie od 1829 roku prowadził podobny lokal w Rynku. Specjalizował się w czerwonych winach francuskich Bordeaux. Jego lokal był wysoko ceniony wśród ludzi biznesu, posiadaczy ziemskich i elity miasta. W budynku Georg Phillipi prowadził również szkołę a jego uczniowie pracowali we wrocławskich winiarniach. Pamiątką po winiarni Philippich jest wmurowana w ścianę sieni wieko beczki. Winiarnia Philippich została sprzedana w 1911 handlarzowi z Gdańska, Hermanowi Pastorowi. W pozostawionych piwnicach miało znajdować się 350 tys. litrów wina. 
W 1935 roku w budynku miała siedzibę firma Leopolda Goldenringa importująca wina węgierskie

## Po 1945
Działania wojenne w 1945 roku nie uszkodziły budynku. Na parterze przez wiele lat znajdował się sklep jubilerski. Obecnie w kamienicy siedzibę ma Spółdzielcze Centrum Rehabilitacyjno - Medyczne Resurs. 